# Barbara Puschmann
Barbara Puschmann (* 16. Juli 1966 in Budenheim) ist eine deutsche Tischtennisspielerin. Sie spielte in der Bundesliga und gewann bei Deutschen Meisterschaften der Erwachsenen zwei Bronzemedaillen.

## Werdegang
Barbara Puschmann begann mit dem Tischtennissport bei ihrem Heimatverein  TGM Budenheim. 1982 wechselte sie zum DJK SV RW Finthen und spielte hier in der 2. Bundesliga. 1984 erreichte sie mit Jörg Roßkopf im Mixed bei der Deutschen Schülermeisterschaft das Endspiel. Nach dem Wechsel zum VSC 1862 Donauwörth war sie in der 1. Bundesliga vertreten, ebenso danach bei der TSG Dülmen und beim TTC Langweid. Ihr größter Erfolg war der zweimalige Gewinn der Bronzemedaille bei den Deutschen Meisterschaften 1991 und 1992 jeweils im Doppel mit Elke Schall.
Um 1994 heiratete Barbara Puschmann den Fußball-Regionalligaspieler Dirk Scherrer, mit ihm hat sie zwei Kinder. Zu dieser Zeit beendete sie ihre Karriere als Leistungssportlerin.

## Turnierergebnisse
| Verband | Veranstaltung                         | Jahr | Ort           | Land | Einzel | Doppel | Mixed | Team |  |
| ------- | ------------------------------------- | ---- | ------------- | ---- | ------ | ------ | ----- | ---- |  |
| GER     | Südwestdeutsche Meisterschaft Mädchen | 1984 | Nassau        | GER  | Bronze |        |       |      |  |
| GER     | Südwestdeutsche Meisterschaft         | 1987 | Hanau         | GER  |        | Bronze |       |      |  |
| GER     | Südwestdeutsche Meisterschaft         | 1988 | Mettlach      | GER  | Bronze | Gold   |       |      |  |
| GER     | Südwestdeutsche Meisterschaft         | 1989 | Nieder-Olm    | GER  |        | Gold   |       |      |  |
| GER     | Bayerische Meisterschaft              | 1991 | Dingolfing    | GER  |        | Gold   |       |      |  |
| GER     | Bundesranglistenturnier               | 1990 | Groß-Bieberau | GER  |        | Bronze |       |      |  |
| GER     | Bundesranglistenturnier               | 1991 | Elsenfeld     | GER  |        | Bronze |       |      |  |